# Портрет Ивана Васильевича Мантейфеля
«Портрет Ивана Васильевича Мантейфеля» — картина Джорджа Доу и его мастерской, из Военной галереи Зимнего дворца.
Картина представляет собой погрудный портрет генерал-майора графа Ивана Васильевича Мантейфеля из состава Военной галереи Зимнего дворца.
К началу Отечественной войны 1812 года генерал-майор граф Мантейфель был шефом Санкт-Петербургского драгунского полка и состоял в 3-й Западной армии, отличился в сражении на Березине. Во время Заграничного похода 1813 года в Пруссии и Саксонии, в сражении при Денневице командовал сводной кавалерийской дивизией. Во время Битвы народов под Лейпцигом возглавил атаку трёх кавалерийских полков и был ранен и скончался в тот же день.
Изображён в генеральском мундире, введённом для кавалерийских генералов 6 апреля 1814 года — поскольку Мантейфель погиб в 1813 году, он такой мундир носить не мог и должен быть изображён в общегенеральском мундире образца 1808 года с двумя рядами пуговиц. Слева на груди звезда ордена Св. Анны 1-й степени с алмазами; на шее кресты орденов Св. Георгия 3-го класса и Св. Владимира 3-й степени; справа на груди серебряная медаль «В память Отечественной войны 1812 года» на Андреевской ленте. Подпись на раме: Графъ И. В. Мантейфель, Генералъ Маiоръ.
7 августа 1820 года Комитетом Главного штаба по аттестации Мантейфель был включён в список «генералов, заслуживающих быть написанными в галерею» и 3 июля 1821 года император Александр I приказал написать его портрет. Поскольку Мантейфель погиб в 1813 году, то были предприняты меры по разысканию его портрета для снятия копии; таковой портрет был найден у его родственника подполковника А. А. Шрамма и 25 июля 1822 года он был принят в Инспекторский департамент Военного министерства для передачи художнику. Гонорар Доу был выплачен 13 марта и 25 апреля 1823 года. Готовый портрет поступил в Эрмитаж 7 сентября 1825 года. Портрет-прототип современным исследователям неизвестен.
В. К. Макаров счёл этот портрет совершенно лишённым сходства с типичными работами Доу. Хранитель британской живописи в Эрмитаже Е. П. Ренне поддержала его мнение.